# 弗雷德里克·威廉·戴克拉克
弗雷德里克·威廉·戴克拉克（南非語： [ˈfrɪədərək ˈvələm də ˈklɛrk]，1936年3月18日—2021年11月11日），是南非政治家、南非國家總統（1989年－1994年）、南非副總統（1994年－1996年）。他是南非迄今為止的最後一位白人國家元首，也是廢除種族隔離制度的重要推手，因此和曼德拉在1993年一起獲得諾貝爾和平獎。曾經於1975年4月9日至4月19日期間出任代理國家總統的約翰尼斯·戴克拉克，為戴克拉克的父親。在2005年「最伟大的南非人」的票选中，他被評價為第三偉大的南非人。

## 早年生活
戴克拉克出生於約翰尼斯堡，1958年於南非波切夫斯特魯姆大學法律系取得學士學位後，擔任律師；1972年當選國民黨議會議員，1978年出任郵政部長，1982年出任內政部長，1984年出任教育部長與白人閣僚評議會議長；1989年2月戴克拉克接替辭職的彼得·威廉·波塔出任國民黨主席，並於9月接任國家總統。

## 國家總統
戴克拉克擔任總統之後改變國民黨政策，以民主改革方式與以黑人為主的非洲人國民大會協商，同時促進南非共產黨及非國大合法化。1990年，白人政府釋放納爾遜·曼德拉及宣佈解嚴， 1991年2月，宣佈廢止種族隔離制度。6月，廢除人口登錄法、原住民土地法等法規，在法律上廢除種族隔離。1993年，戴克拉克與曼德拉一起獲得諾貝爾和平獎。1994年4月27日，南非舉行歷史上首次不分種族的大選。

## 副總統
1994年5月10日，戴克拉克出任曼德拉政府的副總統之一。1996年5月9日，宣佈國民黨退出與非國大及因卡塔自由黨組成的民族團結政府，並於6月辭去副總統一職。

## 退出政壇與逝世

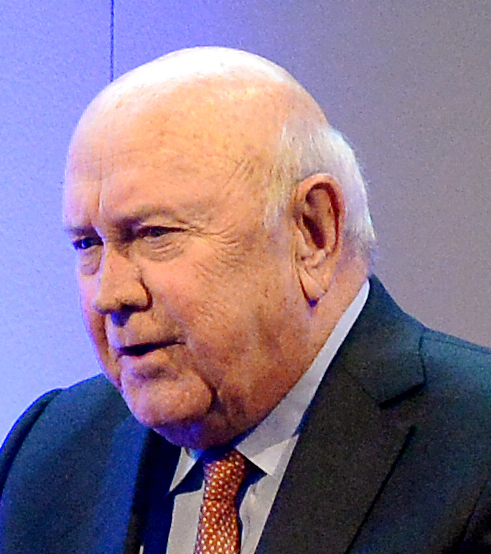
2016年的戴克拉克

1997年9月，戴克拉克辭去國民黨主席，並宣布退出政壇。
2021年11月11日，戴克拉克因间皮瘤於開普敦辭世，終年85歲。

## 外部連結
- BBC: South Africa's former President FW de Klerk dies at 85 （页面存档备份，存于）
- Documentary on F.W. de Klerk （页面存档备份，存于）
- The FW de Klerk Foundation
- Video of F.W. de Klerk's November 2005 visit to Richmond Hill High School on Google Video （页面存档备份，存于）
- Photos & Recordings of his visit to the College Historical Society in March 2008
- Ubben Lecture （页面存档备份，存于） at DePauw University (includes video, audio and photos)
- An Interview With F.W. De Klerk, the Last Apartheid President of South Africa （页面存档备份，存于） – Extensive Interview in the Huffington Post
- The Global Panel Foundation （页面存档备份，存于）

| 官衔                    | 官衔                                            | 官衔                              |
| ----------------------- | ----------------------------------------------- | --------------------------------- |
| 前任者： 彼得·威廉·波塔 | 南非國家總統 1989年－1994年                     | 繼任者： 納爾遜·曼德拉 為南非總統 |
| 新頭銜                  | 南非副總統 1994年－1996年 與塔博·姆貝基同時在任 | 繼任者： 塔博·姆貝基              |